# اسکات آرانسان
اسکات آرانسان (انگلیسی: Scott Aaronson؛ زادهٔ ۲۱ مهٔ ۱۹۸۱) دانشمند رایانه اهل ایالات متحده آمریکا و دیوید جی بروتون جونیور پروفسور صد ساله علوم رایانه در دانشگاه تگزاس در آستین است. زمینه‌ٔهای اصلی تحقیقات او محاسبات کوانتومی و نظریه پیچیدگی محاسباتی است.

## اوایل زندگی و تحصیلات
آرانسان در ایالات متحده بزرگ شده است، البته یک سال را در هنگ کنگ زمانی که پدرش یک نویسنده علمی و مدیر روابط عمومی بود، گذراند. او در مدرسه کلارکسن، به عنوان یک برنامه آموزش تیزهوشان که توسط دانشگاه کلارکسن اجرا می‌شد، ثبت نام کرد، که به آرانسان امکان داد در سال اول دبیرستان برای کالج درخواست دهد. او در دانشگاه کرنل پذیرفته شد، جایی که در سال ۲۰۰۰ مدرک کارشناسی خود را در علوم رایانه بگیرد، و در آنجا در شعبه تلوراید دانشگاه کرنل مستقر شد. سپس مدرک پی‌آچ‌دی خود در دانشگاه کالیفرنیا، برکلی که در سال ۲۰۰۴ زیر نظر اومش وزیرانی دریافت کرد.
آرانسان از سنین کودکی توانایی خود را در ریاضیات نشان داده بود و در سن ۱۱ سالگی حساب دیفرانسیل و انتگرال را آموزش می‌داد. او در ۱۱ سالگی برنامه‌نویسی رایانه را کشف کرد و احساس کرد از همسالانش که قبلاً سال‌ها کدنویسی می‌کردند، عقب مانده است. تا حدی به دلیل ورود آرانسان به ریاضیات پیشرفته قبل از ورود به برنامه‌نویسی رایانه، او احساس کرد که به محاسبات نظری، به ویژه نظریه پیچیدگی محاسباتی مسلط شده است.

## حرفه
پس از گذراندن دوره‌های پسادکترا در موسسه مطالعات پیشرفته و دانشگاه واترلو، او در سال ۲۰۰۷ به عنوان عضو هیئت علمی در مؤسسه فناوری ماساچوست مشغول به کار شد. حوزه اصلی تحقیقات او محاسبات کوانتومی و به طور کلی نظریه پیچیدگی محاسباتی است.
در تابستان ۲۰۱۶، او از مؤسسه فناوری ماساچوست به عنوان استاد صد ساله علوم رایانه دیوید جی. بروتون جونیور و مدیر موسس مرکز اطلاعات کوانتومی جدید به دانشگاه تگزاس در آستین نقل مکان کرد. در تابستان ۲۰۲۲، او اعلام کرد که به مدت یک سال در اوپن‌ای‌آی بر روی مبانی نظری ایمنی هوش مصنوعی کار خواهد کرد.